# Jobim (альбом)
Jobim — сьомий сольний альбом Антоніу Карлуса Жобіна, що вийшов у листопаді 1973 року на лейблах MCA Records. Під назвою Matita Perê цей альбом (за виключенням англомовної «Waters of March») у травні 1973 року видав у Бразилії лейбл Philips.

## Запис
Запис альбому відбувся 11, 12 та 13 грудня 1972 року в студії Columbia на 30-й вулиці у Нью-Йорку. Студія була відома під назвою «Церква» (The Church), оскільки до переобладнання для звукозапису була культовою спорудою різних церков, і мала унікальні акустичні властивості, в ній відбувалися записи легендарних творів і виконавців: Kind of Blue Майлза Девіса, Time Out Дейва Брубека, West Side Story Леонарда Бернстайна, перших альбомів Боба Ділана і класичного піаніста Гленна Гульда.
Аранжування (окрім титульного треку альбому, аранжованого Дорі Кайммі) Жобім доручив Клаусу Огерману, з яким мав глибоке порозуміння і багатий попередній досвід співпраці над альбомами The Composer of Desafinado Plays (1963), Francis Albert Sinatra & Antônio Carlos Jobim (1967), Wave (1967) та Tide (1970). В інструментальному супроводі також беруть участь відомі виконавці, що працювали над попередніми альбомами. Перша спроба запису Matita Perê, за свідченням Дорі Кайммі, сталася у Бразилії. Тоді Жобім зібрав в старій студії Columbia в центрі Ріо-де-Жанейро величезний оркестр, але, незадоволений звуком, аранжуванням та виконанням, припинив роботу.

## Огляд
Альбом відкриває «Águas de Março», одна з найвідоміших пісень (згідно з джазовим критиком Леонардом Фезером — одна з 10 найкращих пісень XX сторіччя), створена Жобімом у березні 1972 року. Це був не перший її запис, у травні 1972 року вона вже виходила на експеріментальному «кишеньковому диску» журналу O Pasquim.. Жобім співає її португальською, акомпануючи собі на гітарі й фортепіано, у супроводі Аірто Морейра (перкусія) та Жуана Пальми (барабани), басистів Рона Картера і [Річарда Девіса, тромбоніста Урбі Гріна та флейтистів Джеррі Доджена, Ромео Пенка, Філа Боднера, Дона Хаммонда і Рея Бакенстайна.
Романтична, пристрасна і сюрреалістична балада з присмаком самби — наступна пісня альбому, «Ana Luiza». Аранжування та ефектна оркестровка роблять її однією з найкращих композицій альбому.
Пісня «Matita Perê» (титульний трек) створена у співавторстві з Паулу Сесаром Пінєйру, під впливом оповідання Ґімарайнса Роза «O Duelo», а також творів Маріу Пальмеріу і Карлуса Друммонда де Андраде. Це єдина композиція альбому аранжована Дорі Кайммі, складна, багатошарова, що й дотепер є предметом досліджень музикознавців. Matita Perê — це назва поширеного в Бразилії птаха з ряду зозуль, а також міфологічної бразильської істоти, одноногого чорношкірого хлопчика в червоній шапці, кепкуна й капосника, що може перетворюватись на цього птаха.
...«Matita Perê», історія, своєрідний короткий фільм. Це напівсимфонічна пісня, занадто тривала для радіо — майже десять хвилин запису. Коли я сказав йому, що ця пісня не відтворюватиметься на радіо, він відповів: «Ця пісня не для цього часу. Це на майбутнє.»
Оригінальний текст (порт.)
[...Matita Perê, uma história, uma espécie de filme – um curta. É uma música meio sinfônica, com um tempo muito grande para o rádio – quase dez minutos de gravação. Quando disse pra ele que ‘essa música não vai ser tocada no rádio’, ele me respondeu: ‘Mas essa música não é para agora. É para adiante’.] Помилка: {{Lang}}: текст вже має курсивний шрифт (допомога)— Паулу Сесар Пінєйру
До альбому також увійшла сюїта «Crônica da Casa Assassinada» з чотирьох частин, що стали саундтреками бразильського фільму «A Casa Assassinada» (1971) Паулу Сесара Саресені.
З піснею «Nuvens Douradas» («Золоті хмари») виникла проблема, оскільки вона нагадувала створену понад 10 років тому композитором Вадіку у партнерстві з Марину Пінту пісню «Prece» («Молитва»). Заїра Пінту, вдова Марину, навіть погрожувала подати з цього приводу до суду. Коли критик Тарік де Соуза звернув увагу композитора на подібність двох пісень, той був вкрай здивований, але «Nuvens Douradas» відтоді більше не публікувалась і не виконувалась.
Спеціально для американського релізу Антоніу Карлус Жобім написав альтернативний текст «Águas de Março» — «Waters of March». Це не переклад, а самостійний твір, написаний маестро у нью-йоркському готелі «Адамс» безпосередньо до запису з властивою йому прискіпливостю і уважністю до кожного слова.

## Критика
Композитор і піаніст Кіку Контінентіну розцінює альбом, як «занурення композитора в глибини Бразилії. Літературно-географічні посилання задають тон музично-поетичної саги… Інтелектуальні аранжування і „найкраща у світі“ оркестровка надають альбому універсального характеру». Хоча дослідження альбому, на думку Контінентіну, далекі від завершення, достеменно відомо, що це запис, обов'язково присутній у будь-якому дослідженні постмодерністської музики, запис, який сприяє зустрічі практично всіх найкращих надбань європейській музиці, від Равеля до Шопена, Дебюссі та інших світових майстрів.
В огляді на AllMusic Річард С. Гінелл характеризує альбом як прорив та «вибух Жобіма… з босанови на невідому територію».
У складеному 2007 року часописом Rolling Stone Brasil списку «100 головних альбомів бразильської музики» (порт. «Os 100 Maiores Discos da Música Brasileira») Matita Perê посідає 83 місце.

## Список композицій
| Трек | Назва                         | Автори                                    | Тривалість              |
| ---- | ----------------------------- | ----------------------------------------- | ----------------------- |
| A1   | «Águas de Março»              | Антоніу Карлус Жобін                      | 3:55                    |
| A2   | «Ana Luiza»                   | Антоніу Карлус Жобін                      | 5:25                    |
| A3   | «Matita Perê»                 | Антоніу Карлус Жобін, Паулу Сезар Пінєйру | 7:17                    |
| A4   | «Tempo do Mar»                | Антоніу Карлус Жобін                      | 5:03                    |
| B1   | «The Mantiqueira Range»       | Паулу Жобін                               | 3:29                    |
| B2   | «Crônica da Casa Assassinada» | Антоніу Карлус Жобін, Вінісіус ді Морайс  | 9:57                    |
| B2.a | «Trem Para Cordisburgo»       | «Trem Para Cordisburgo»                   | «Trem Para Cordisburgo» |
| B2.b | «Chora Coração»               | «Chora Coração»                           | «Chora Coração»         |
| B2.c | «Jardim Abandonado»           | «Jardim Abandonado»                       | «Jardim Abandonado»     |
| B2.d | «Milagre E Palhaços»          | «Milagre E Palhaços»                      | «Milagre E Palhaços»    |
| B3   | «Um Rancho nas Nuvens»        | Антоніу Карлус Жобін                      | 4:01                    |
| B4   | «Nuvens Douradas»             | Антоніу Карлус Жобін                      | 3:16                    |
| B5   | «Waters of March»             | Антоніу Карлус Жобін                      | 3:55                    |

## Виконавці
- Антоніу Карлус Жобін — фортепіано, гітара, вокал
- Клаус Огерман — аранжувальник і диригент
- Річард Девіс, Рон Картер — контрабаси
- Гаррі Лукофскі — концертмейстер, скрипка
- Аїрто Морейра, Жуан Пальм — перкусія, барабани
- Джордж Девенс — перкусія
- Дон Хеммонд, Джеррі Доджен, Філ Боднер, Рей Бекенштейн, Ромео Пенк — флейти
- Урбі Грін — тромбон